# Scopoides gertschi
Espèce
Synonymes
- Scopodes gertschi Platnick, 1978

Scopoides gertschi est une espèce d'araignées aranéomorphes de la famille des Gnaphosidae.

## Distribution
Cette espèce est endémique de Californie aux États-Unis,. Elle se rencontre dans les comtés de Tulare et de Kern,.

## Description
Le mâle holotype mesure 5,51 mm. Les femelles mesurent de 5,02 à 7,49 mm.

## Étymologie
Cette espèce est nommée en l'honneur de Willis John Gertsch.

## Publication originale
- Platnick, 1978 : A new Scopodes from California (Araneae, Gnaphosidae). Journal of arachnology, vol. 5, p. 180-182 (texte intégral).